# Cane da assistenza per persone sorde

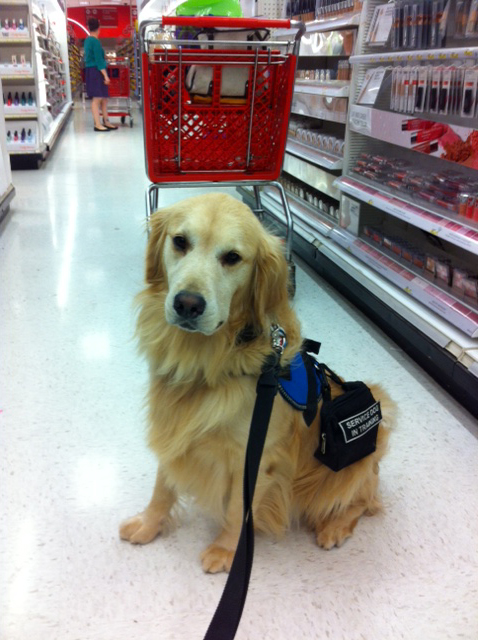
Un cane in servizio al supermercato.

Il cane da assistenza per persone sorde è un tipo di cane selezionato ed addestrato specificatamente per assistere i soggetti affetti da disturbi o difficoltà nell'udito. Avverte il suo padrone della presenza di suoni importanti, come campanelli, rilevatori di fumo, il suono dei telefoni o delle sveglie. Inoltre, può aiutare anche fuori casa, avvertendo suoni di sirene, di carrelli elevatori e di persone che pronunciano il nome del conduttore.

## Addestramento
I cani che possono diventare dei cani da assistenza vengono valutati in base al temperamento, alla reattività verso un suono ed alla loro predisposizione nei confronti del lavoro. Superati i controlli iniziali, vengono addestrati ed esposti sia ai macchinari che dovranno affrontare con il pubblico, come ascensori e carrelli della spesa, sia a diversi tipi di persone. Soltanto dopo questo periodo di socializzazione, vengono addestrati a percepire gli avvisi sonori.
Alcuni addestramenti durano solo tre mesi, altri arrivano anche ad un anno. Generalmente, gli addestramenti insegnano ai cani a riconoscere un suono particolare, il quale li porterà ad avvisare fisicamente il padrone oppure a guidarlo alla fonte. Imparano anche a riconoscere i suoni pericolosi ed a condurre il padrone lontano da questi, come nel caso degli allarmi antincendio.
Come è stato dichiarato e descritto sopra, mentre molti cani da assistenza vengono preparati professionalmente, è importante sottolineare che vi sono anche persone non udenti che intraprendono la sfida di addestrare i propri cani guida da soli.

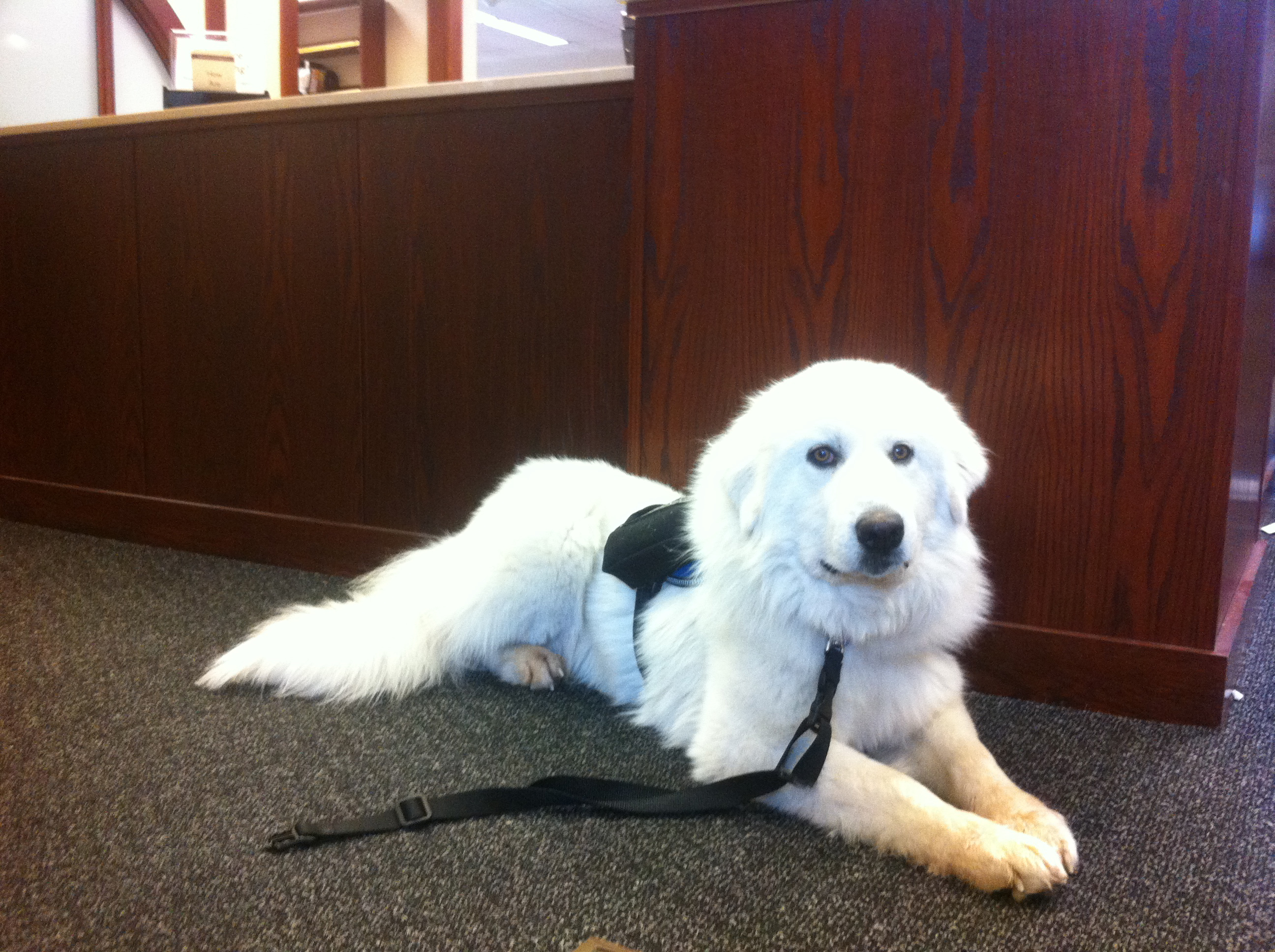
Un cane in servizio mentre il padrone è impegnato a consultare libri in biblioteca.

## Accessibilità
Negli Stati Uniti, il terzo comma della legge Americani con disabilità del 1990 permette ai cani da assistenza l'accesso ai principali luoghi pubblici, purché siano cani guida e di accompagnamento alle persone con disabilità. Il Fair Housing Act permette a tutti i cani guida e a tutti i cani da assistenza di vivere in complessi residenziali che non hanno ancora le politiche necessarie. Il Dipartimento Americano per lo Sviluppo Urbano e per le Pari Opportunità indaga sulle smentite pubbliche riguardanti richieste di sistemazioni ragionevoli che accettino gli animali da assistenza. Alcune leggi statali forniscono anche protezione e linee guida aggiuntive, quali sanzioni economiche o penali per chiunque neghi l'accesso alle squadre dei cani da assistenza.
I cani guida indossano un guinzaglio ed un collare arancioni per essere identificati. Alcuni possono anche indossare un mantello o una giacca, che possono essere o meno arancioni. Per inciso, negli USA non è richiesto dalla legge che il cane guida indossi dei distintivi, come collari o un qualsiasi altro elemento di identificazione.
Nel Regno Unito, i cani guida indossano cappottini distintivi bordeaux con il logo dell'Associazione (Hearing Dogs for Deaf People) che li addestra e fornisce i fondi necessari.
In Australia, i cani guida per le persone non udenti sono addestrati dall'Associazione "Lions Club International of Australia". Indossano un collare con un guinzaglio arancione luminoso e vengono loro rilasciati dei documenti d'identità. La legge permette loro l'accesso ai luoghi pubblici insieme ai propri padroni.
I cani da assistenza selezionati per le persone non udenti sono Labrador, Golden retriever, pastore tedesco, Doberman pinscher, Rottweiler e Collie.